# Нераидска пещера
Нераидската пещера (на гръцки: Σπήλαιο της Νεράιδας) е пещера край сервийското село Нераида, Гърция, област Централна Македония.

## Местоположение
Пещерата се намира южно от Нераида и гледа към Полифитоското езеро на Бистрица (Алиакмонас). До нея води пътека.

## Описание
Пещерата е оформена във варовикови скали и се използва за настаняване на животни, като входът ѝ е изкуствено оформен от овчари. В нея има две големи помещения с бедна каменна украса. Първото помещение оформя две ниши в източната си част, в едната от които е открит малък иманярски изкоп. Втората камера е по-голяма и в нея влиза естествена светлина през отвор в тавана.
Пещерата е използвана в Късния неолиг. В околностите и вътре са открити останки от керамика. Вероятно е използвана и през Античността.